# 1113

## Починали
- 16 април – Святополк II, велик княз на Киевска Рус